# Erhan Güven
Erhan Güven (* 15. Mai 1982 in Ankara) ist ein ehemaliger türkischer Fußballspieler.

## Karriere

### Vereinskarriere
Güven begann seine Karriere bei Hacettepespor. Dort spielte er fünf Jahre und wurde während dieser Zeit an Kayseri Erciyesspor und Gençlerbirliği Ankara verliehen. Zur Saison 2005/06 wechselte er zum Lokalrivalen Gençlerbirliği Ankara. Für die Schwarz-Roten spielte Güven drei Jahre und wechselte danach zu Ankaraspor. 
Am 19. Juni 2009 wurde bekannt, dass Erhan Güven zum Traditionsklub Beşiktaş Istanbul wechselt. Nachdem er bis zur Winterpause nur vier Ligaspiele bestritten hatte, wechselte im Januar 2010 zu Antalyaspor und kehrte zum Saisonbeginn 2010/11 wieder zurück zu Beşiktaş.
Zur Saison 2011 wechselte er ablösefrei zum Süper-Lig-Aufsteiger Mersin İdman Yurdu und unterschrieb hier ein Einjahresvertrag. Bei Mersin İY etablierte er sich schnell als Stammspieler und absolvierte 28 Ligaspiele für sein Team.
Trotz der guten Bedingungen bei Mersin İY entschied er sich im Sommer 2012 dafür den Verein zu verlassen und heuerte bei Sivasspor an.
Nach der Saison 2012/13 verließ Güven Sivasspor und wechselte zu Kayseri Erciyesspor. Nach nur einem halben Jahr in Kayseri, wechselte Güven in die 3. Liga zum Traditionsklub MKE Ankaragücü.
Nach der Saison 2013/14 beendete Güven seine aktive Karriere.

### Nationalmannschaftskarriere
Güven wurde 2005 einmal für die zweite Auswahl der türkischen Nationalmannschaft nominiert und machte beim Future Cup 2005 gegen die zweite Garde Deutschlands sein Länderspieldebüt.

## Erfolg
Beşiktaş Istanbul
- Türkischer Fußballpokal: 2011